# Chi Ursae Majoris
Chi Ursae Majoris (χ UMa, χ Ursae Majoris), conosciuta anche con i nomi tradizionali di Al Kaphrah, El Kophrah o Al Kafzah, è una stella situata nella costellazione dell'Orsa Maggiore. La sua magnitudine apparente è +3,71 e dista 196 anni luce dal sistema solare. 

## Osservazione

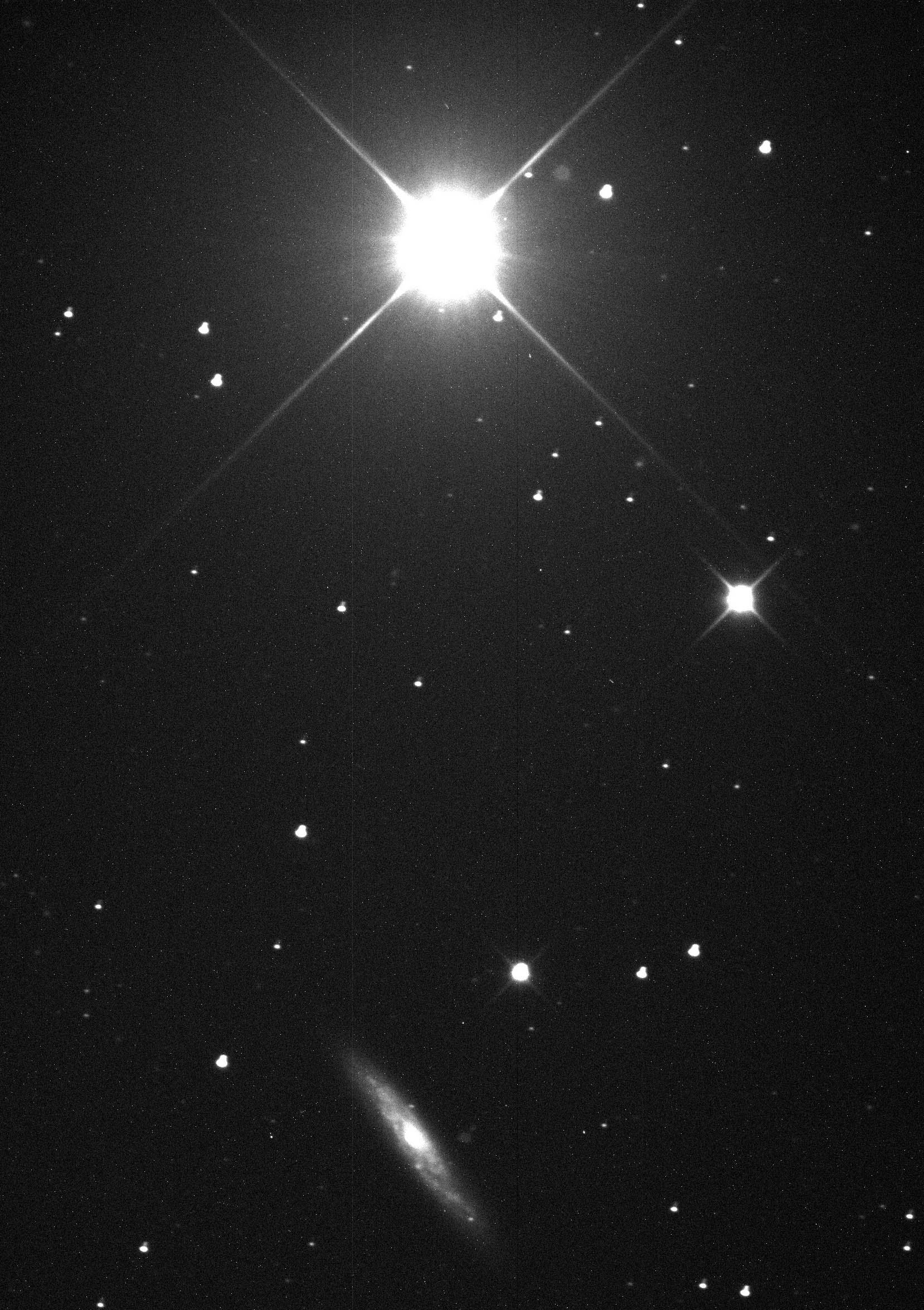
Chi Ursae Majoris e NGC3877

Si tratta di una stella situata nell'emisfero celeste boreale e quindi osservabile prevalentemente dall'emisfero nord, dove si presenta circumpolare anche da gran parte delle regioni temperate; dall'emisfero sud la sua visibilità è invece limitata alle regioni temperate settentrionali e alla fascia tropicale, più a nord della latitudine 43° S. Essendo di magnitudine 3,71, la si può osservare anche dai piccoli centri urbani senza difficoltà, sebbene un cielo non eccessivamente inquinato sia maggiormente indicato per la sua individuazione.

## Caratteristiche fisiche
Chi Ursae Majoris è una gigante arancione di classe spettrale K0,5III; con una massa che è il doppio di quella del Sole, ha terminato l'idrogeno nel suo nucleo da convertire in elio, nonostante abbia un'età di 1 miliardo di anni o poco più, molto meno dei 4,5 miliardi di anni circa del Sole. Il raggio della stella è aumentato fino a 21 volte quello solare, mentre la temperatura superficiale è di circa 4350 K. Come tutte le giganti ruota piuttosto lentamente su se stessa, e con una velocità di rotazione di 1,15 km/s impiega ben 2,7 anni per effettuare una rotazione.
La sua bassa metallicità, solamente il 37% rispetto al Sole, e la sua velocità nello spazio relativa al sistema solare, (44 km/s), ben 3 volte superiore alla media, suggeriscono che la stella proviene da un'altra regione della Via Lattea.
Chi Ursae Majoris è un buon riferimento per la ricerca della galassia a spirale NGC 3877, che si trova esattamente 15 minuti d'arco a sud della stella.